# Benton County (Washington)
Benton County is een van de 39 county's in de Amerikaanse staat Washington.
De county heeft een landoppervlakte van 4.411 km² en telt 142.475 inwoners (volkstelling 2000). Het bestuurscentrum is Prosser, de grootste plaatsen zijn Richland en Kennewick.

## Plaatsen in Benton County

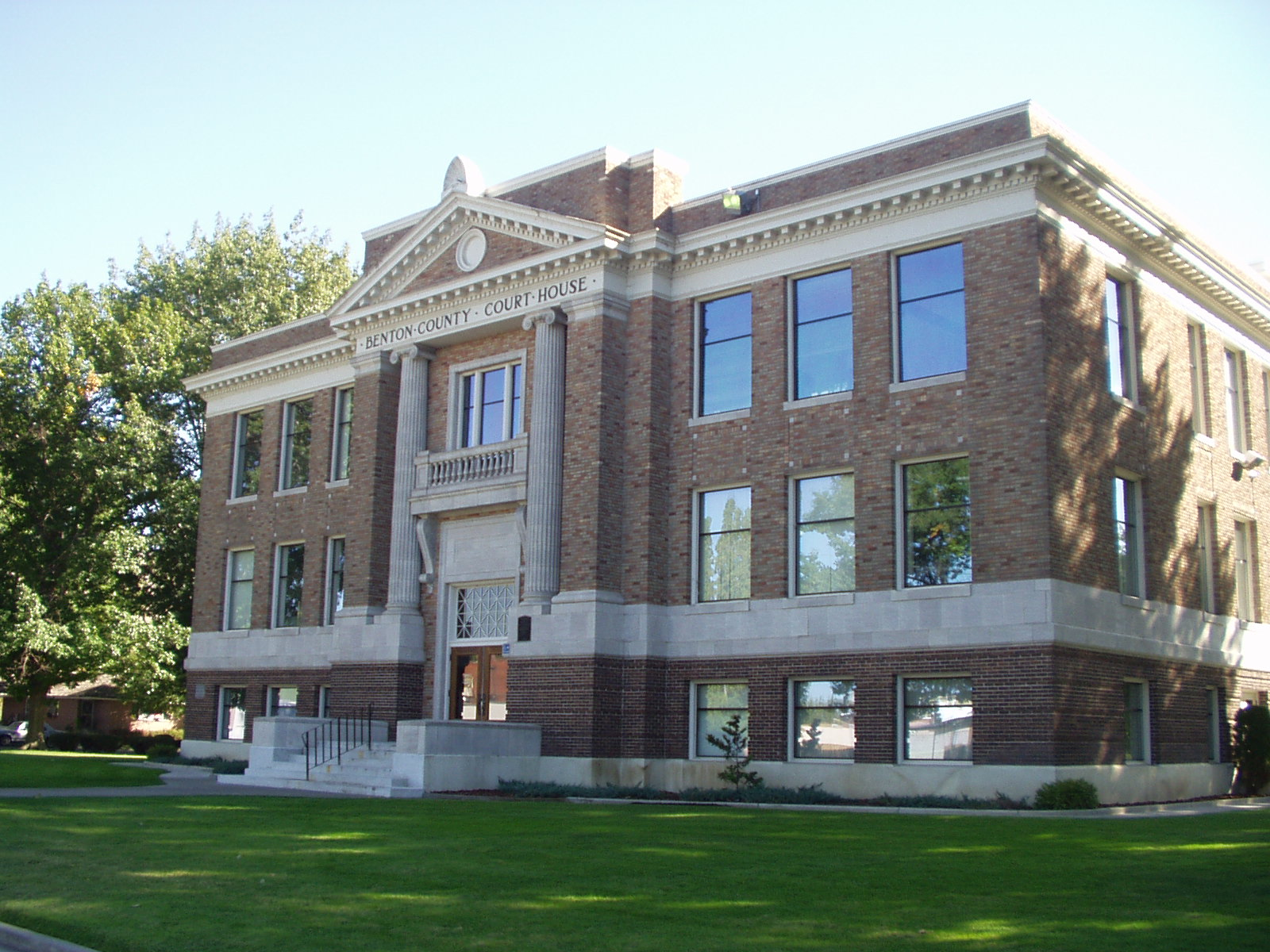
Benton County Courthouse

1. Benton City
2. Finley
3. Highland
4. Kennewick
5. Prosser
6. Richland
7. West Richland

Adams · Asotin · Benton · Chelan · Clallam · Clark · Columbia · Cowlitz · Douglas · Ferry · Franklin · Garfield · Grant · Grays Harbor · Island · Jefferson · King · Kitsap · Kittitas · Klickitat · Lewis · Lincoln · Mason · Okanogan · Pacific · Pend Oreille · Pierce · San Juan · Skagit · Skamania · Snohomish · Spokane · Stevens · Thurston · Wahkiakum · Whatcom · Whitman · Yakima